# Elburs
Elburs (pers. البرز, Alborz) – pasmo górskie w północnym Iranie, w północno-zachodniej części Wyżyny Irańskiej. Od Morza Kaspijskiego oddzielone wąską Niziną Południowokaspijską. Najwyższym szczytem jest Demawend, który wznosi się na wysokość 5604 m n.p.m.
Góry powstały w orogenezie alpejskiej. Zbudowane są głównie z piaskowca oraz wapieni. Północne stoki gór są często poprzecinane dolinami rzek – w zachodniej części Elbursu znajduje się przełom rzeki Sefid Rud.
Średnia roczna suma opadów na północnych stokach Elbursu wynosi 1000–2000 mm. Opady występują głównie zimą.
Północne stoki gór porośnięte są lasem liściastym składającym się głównie z dębów, buków i grabów, natomiast na południowych stokach występuje roślinność stepowo-pustynna.
W Elbursie wydobywa się węgiel kamienny oraz rudy miedzi. Przez góry przebiega Transirańska linia kolejowa.